# Biserica romano-catolică „Sfântul Emeric” din Ghelința
Biserica romano-catolică „Sfântul Emeric” din Ghelința este un ansamblu de monumente istorice aflat pe teritoriul satului Ghelința, comuna Ghelința. În Repertoriul Arheologic Național, monumentul apare cu codul 64327.02.
Ansamblul este format din următoarele monumente:
- Biserica romano-catolică „Sfântul Emeric” (cod LMI CV-II-m-A-13217.01)
- Zid de incintă, cu turn-clopotniță (cod LMI CV-II-m-A-13217.02)
- Coloană de piatră (cod LMI CV-IV-m-A-13217.03)

## Povestea bisericii și descrierea interiorului ei
Ghelința a fost menționată, pentru prima dată, în hrisoave în 1538. 
Amintirea prezenței românilor din sat dovedesc existența sa timpurie, așa cum au demonstrat frescele din secolul al XIV-lea de pe pereții interiori.
Biserică a fost extinsă în secolul al XV-lea, când s-au făcut peretele de protecție și clopotnița ridicată din lemn. Cavoul sanctuarului a fost făcut între sfârșitul secolului al XV-lea și începutul secolului al XVI-lea. În 1766, a fost ridicată o galerie pe zidurile nordice și vestice ale navei, unde acum sunt situate picturi baroce.
În timpul lucrărilor de restaurare din 1932, un sanctuar român semicircular a fost găsit și explorat sub podeaua sanctuarului gotic. În timpul săpăturii, József Sebestyén a raportat tencuiala unei fresce medievală căzută cu câteva scrisori de scriere runică. Cercetătorul Ádám Kónya (1935-2008) a amintit, de asemenea, despre cele 6 rune găsite în biserică în articolul "Despre scrierea runică din Ghelința", de pe suprafața picturii Patimilor a zidului de miazănoapte, datată 1497. 
Fresca gotică din secolul al XIV-lea a fost consolidată în perioada interbelică, de graficianul József Sebestyén.
Cea mai recentă restaurare a bisericii-monument a fost din 1966. 
Chiar daca e mică, biserica e una din cele mai frumoase din țară, reprezentantă a goticului timpuriu. Rămășițele clădirii indicau aceea că avea maximum 13,5 metri lungime și 8,2 metri lățime și un sanctuar semicircular, înconjurată de un zid de castel neregulat din secolul al XVII-lea. Biserica păstrează sculpturi de piatră gotică, de formă umană și geometrică, la intrările dinspre sud și de vest ale navei. Ferestrele gotice, care sunt decorate cu rozete circulare și alte elemente vegetale ornamentale, sunt deschise înspre sanctuar. Pereții sunt decorati modest și ramele de ușă sunt căptușite cu un cadru renascentist pictat. Frumusețea tavanului e dată de o decorare modelată cu flori într-o formă de stele cu cinci puncte, într-o coroană verde. Mesele colorate, făcute cu pricepere și rafinament, oferă o atmosferă barocă. 

## Frescele
Cele mai mari valori ale bisericii-monument din Ghelința sunt cele 15 picturi care decorează pereții interiori. Imaginile de pe pereți, descoperite de József Huszka în 1882, sunt aliniate pe laturile de nord, sud și vest ale navei. Pe zidul nordic există scene ale Legendei sfântului Ladislau⁠(fr)[traduceți]: jurământul regelui Ladislau, plecarea la luptă, lupta propriu-zisă, alungarea lui Kun, duelul și moartea lui Kun. Această reprezentare a legendei Sf. Ladislau este una din cele mai vechi și mai valoroase fresce gotice din Transilvania. 
Potrivit lui Jolán Balogh, stilul frescelor este legat de reprezentarea abstractă franceză, alți cercetători se referă la influența italiană nordică. Are o varietate de culori, cu imagini în gri, galben, maro, alb și negru. Sub frescele legendei Sf. Ladislau sunt imagini care înfățișează scenele Patimilor lui Hristos: intrarea triumfală de la Ierusalim, Cina cea de Taină, spălarea picioarelor, înfățișarea înaintea lui Pilat, biciuirea și răstignirea. 
Pe imaginile peretelui apusean sunt conturate fragmente din legenda Sf. Iacov: scenele cocoșului, băiatul spânzurat. Pe partea de miazăzi există fragmente din Judecata de Apoi deasupra ușii din față, iar la răsărit e scena Învierii și reprezentarea Paradisului. Legenda Sf. Ecaterina din Alexandria este arătată în părțile pereților de miazăzi: Sf. Ecaterina oferă inelul lui Iisus (logodna Sf. Ecaterina), dezbaterea Sf. Ecaterina cu împăratul Maxențiu și savanții, Sf. Ecaterina în închisoare, sfânta și soldații, Ecaterina e torturată de soldați, Iisus o duce pe munte. Seria de artă de pe perete e posibilă pentru secolul al XV-lea. 
Pe peretele exterior al bisericii, la intrarea sudică, există o reprezentare de tip Maestà: Madonna între doi îngeri îngenuncheați. Pe zidul exterior dinspre miazanoapte se află un fragment dintr-o reprezentare de tip Christos Rege⁠(en)[traduceți].

## Galerie de imagini

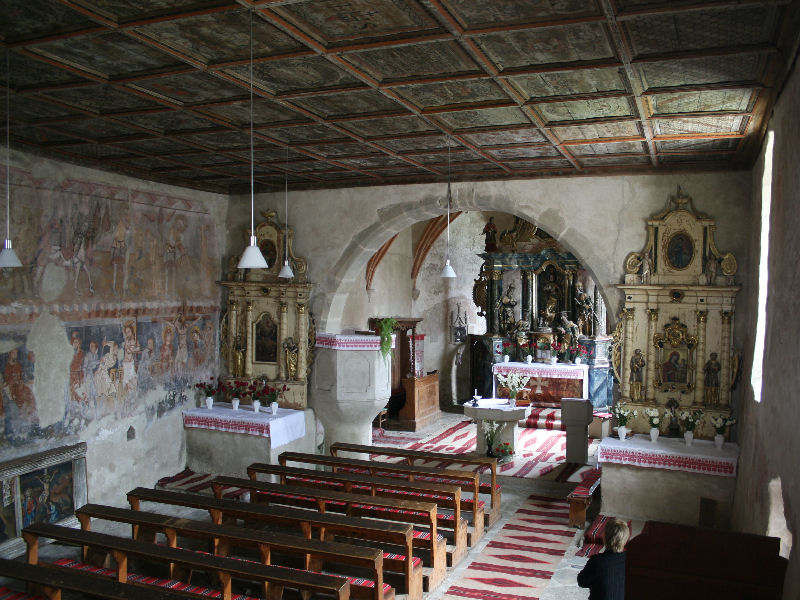
Interiorul bisericii, cu frescele pe peretele nordic (stânga imaginii)
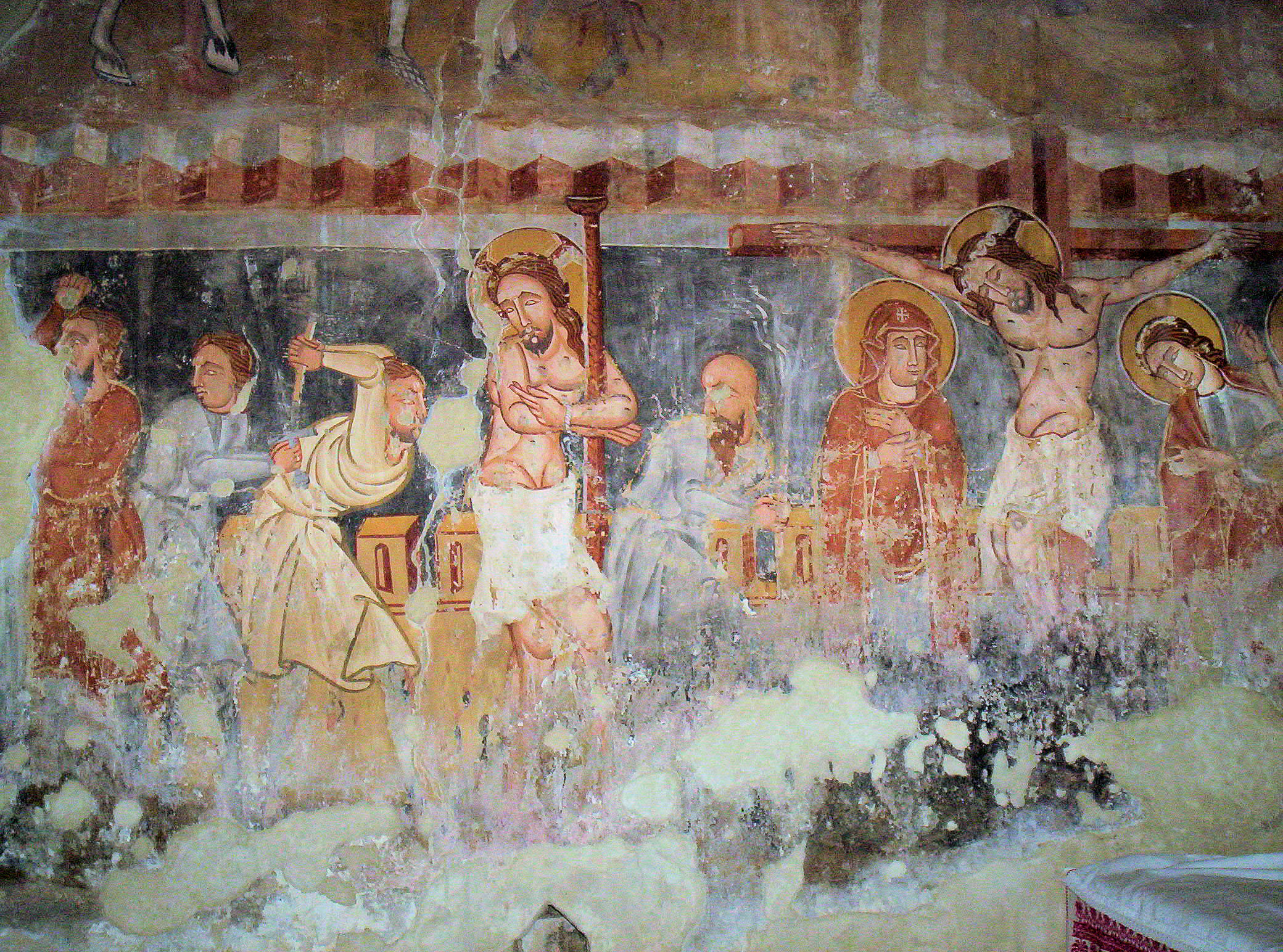
Crucificarea lui Isus, fragment de frescă (sec. al XIV-lea)